# Braud-et-Saint-Louis
 Braud-et-Saint-Louis egy francia település Gironde megyében az Aquitania régióban. Lakosainak száma 1524 fő (2022. január 1.).

## Adminisztráció
Polgármesterek:
- 2001–2020Jean-Michel Rigal

## Demográfia
| Lakosok száma | 1041 | 1753 | 1260 | 1346 | 1496 | 1531 | 1605 | 1535 | 1500 | 1524 |
|               | 1968 | 1982 | 1990 | 2006 | 2013 | 2015 | 2017 | 2019 | 2020 | 2022 |

## Testvérvárosok
- Spanyolország Obanos